# Allium materculae
Allium materculae là một loài thực vật có hoa trong họ Amaryllidaceae. Loài này được Bordz. mô tả khoa học đầu tiên năm 1915.